# Szűcs Loránt
Szűcs Loránt (Miskolc, 1939. szeptember 12. – Budapest, 2012. február 5.) Liszt- és Bartók–Pásztory-díjas magyar zongoraművész.

## Életpálya
1948 és 1955 között Szűcs Ilona tanította zongorázni. 1955-ben felvették a budapesti Liszt Ferenc Zeneművészeti Főiskolára, ahol Wehner Tibor (zongora) és Mihály András (kamarazene) tanítványa lett. Magánúton Hernádi Lajostól is vett órákat. 1960-ban diplomázott. 1961-től 1969-ig alma materében korrepetitor volt, majd 1969-től 2009-ig kamarazenét tanított, 1978-tól egyetemi tanári rangban. 1980-tól 2000-ig korrepetitorként a Magyar Állami Operaházban dolgozott.
1960 és 1980 között az Országos Filharmónia szólistája. Évtizedeken át koncertezett, számos hanglemezt és rádiófelvételt rögzítettek előadásában. A Mihály András vezette Budapesti Kamaraegyüttes egyik alapítója volt. Az együttessel és önállóan is, számos új zeneművet mutatott be, főként magyar szerzők kompozícióit, de Anton Webern, Schönberg, Alban Berg műveit is gyakran szólaltatta meg.

## Díjak
- Liszt Ferenc-díj
- Bartók Béla–Pásztory Ditta-díj

## Külső hivatkozások
- A Zeneakadémia honlapján

1. ↑  Liszt Ferenc Zeneművészeti Egyetem. Liszt Ferenc Zeneművészeti Egyetem
2. ↑  Loránt Szűcs. Liszt Ferenc Zeneművészeti Egyetem . (Hozzáférés: 2020. február 11.)